# Schwarze Madonna von Loretto
Koordinaten: 47° 54′ 52″ N, 16° 30′ 57″ O

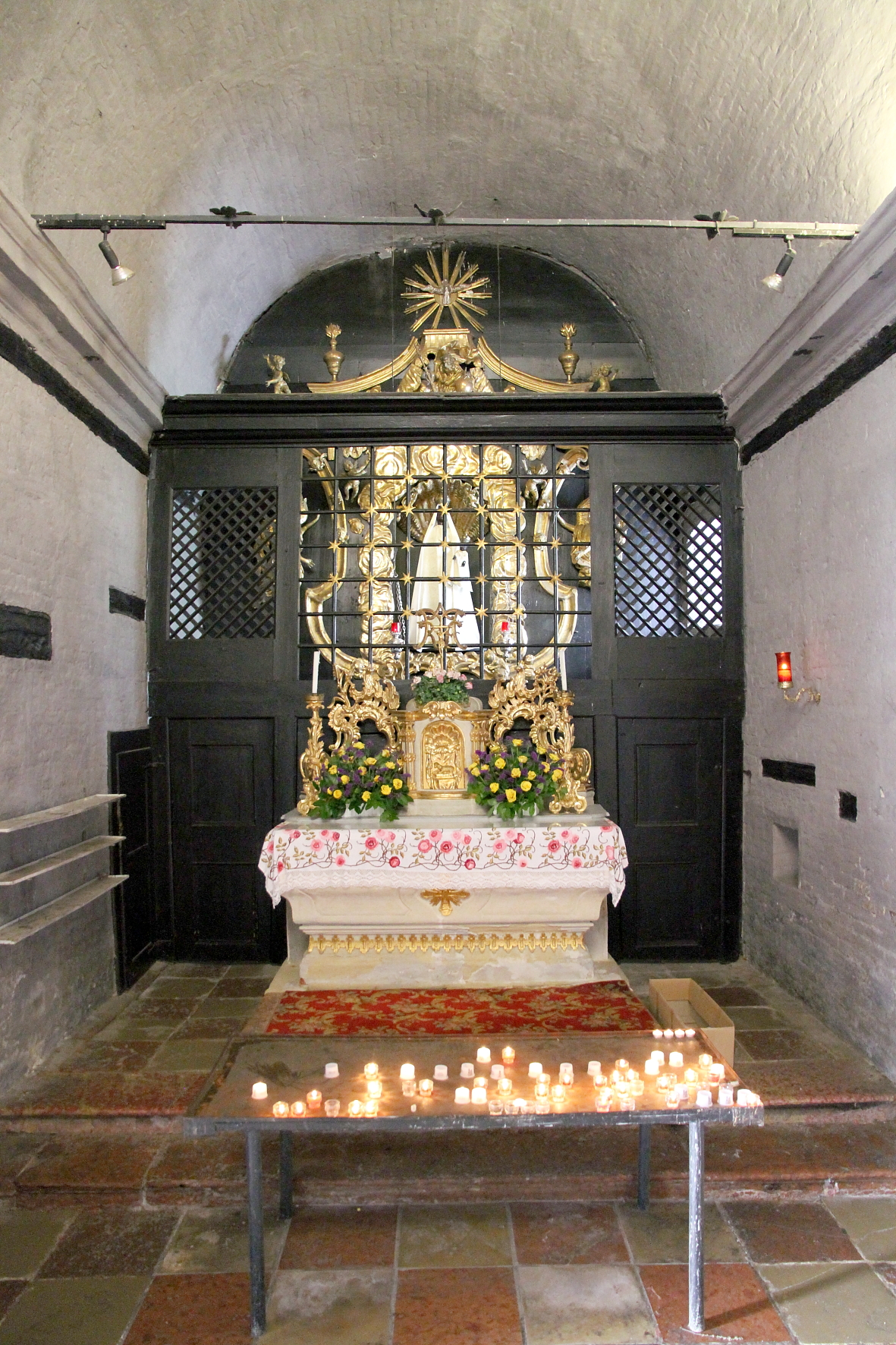
Innenansicht der Loretto-(Gnaden-)Kapelle mit dem Gnadenbild

Die Schwarze Madonna von Loretto ist ein barockes Gnadenbild in der Loretto-Kapelle nächst der Basilika Maria Loretto in Loretto im Burgenland.
Der Grundherr Rudolf von Stotzingen ließ in Loretto um 1644 eine Kapelle nach dem Vorbild der Loretto-Kapelle in der Augustinerkirche in Wien erbauen. Er stiftete dazu ein nach dem Urbild der Schwarzen Madonna von Loreto in Italien gearbeitetes Gnadenbild.
Am 8. September 1644 wurde die Statue feierlich in die neue Loretto-Kapelle am Leithagebirge getragen und geweiht. Sie zog Tausende von Pilgern an und wurde bald die stolze Schwester der Madonna von Mariazell genannt. Besucher waren der Kaiser Karl VI. mit seiner Gemahlin und Kaiserin Maria Theresia mit Franz I.
Das Urbild in Loretto in der Provinz Ancona in Italien fiel später einem Brand zum Opfer.